# Перей, Маргарита
Маргари́та Катри́н Перей (фр. Marguerite Catherine Perey; 19 октября 1909, Вильмомбль — 13 мая 1975, Лувесьен) — французский радиохимик, первооткрывательница химического элемента франция.

## Биография
Родилась в 1909 году в городе Вильмомбль. С детства интересовалась наукой и мечтала о профессии врача, но по причине ранней смерти отца не имела возможности получить соответствующее образование.
В 1928 году начала работу в качестве личного технического помощника Марии Кюри в Институт исследования радия. В 1929 году окончила Парижское женское техническое училище. С 1929 года работала в Институте радия в Париже, где была личным ассистентом Марии Склодовской-Кюри. После смерти М. Кюри в 1934 году продолжала работу под руководством Андре-Луи Дебьерна и Ирен Жолио-Кюри.
В 1939 году при изучении актиния-227 обнаружила среди продуктов его распада нуклид нового элемента с порядковым номером 87 и периодом полураспада 21 минута. Вскоре установила соответствие обнаруженного элемента эка-цезию, предсказанному Д. И. Менделеевым. Первоначально элемент был назван «актиний К», затем получил название франций в противовес полонию, названному Марией Кюри в честь своей родины — Польши. За открытие этого элемента Маргарита Перей в 1946 году получила степень доктора наук. При дальнейшем изучении свойств франция обнаружила тенденцию его накопления в тканях опухолей лабораторных животных. В 1953 году совместно с Жан-Пьером Адловым разработала экспресс-метод выделения нуклида франций-223. В 1949 году стала профессором Страсбургского университета, с 1958 года — директор отдела ядерной химии Центра ядерных исследований в Страсбурге. В 1962 году стала первой женщиной, избранной членом-корреспондентом Французской академии наук.
В 1975 году после долгой борьбы с болезнью Маргарита Перей скончалась от рака, вызванного радиоактивным излучением, в больнице в городе Лувесьен. Причиной смерти Маргариты Перей явились неэффективные методы защиты от радиации в ходе научных исследований.

## Научные работы
- M. Perey, S. Rosenblum, M. Guillot. Sur l’intensité des groupes de structure fine des specters magnétiques α du radioactinium et des descendants. Comptes rendus 202 (1936): 1274—1276.
- M. Perey. Sur un élement 87, dérivé de l’Actinium. Comptes rendus 208 (1939): 97-99.
- M. Perey. L’Élément 87; Proprieétés chimiques de l’élément 87: Actinium K. Journal de Chimie Physique et de Physico-Chimie Biologique 43 (1946): 152—168, 262—268.
- M. Perey, J.-P. Adloff. Séparation chromatographique du Francium. Comptes rendus 236 (1953): 1163—1165.
- M. Perey, A. Chevallier. Sur la répartition de l’élément 87: francium dans le sarcoma expérimental du rat. Comptes rendus société biologie 145 (1951): 1208—1211[5].